# Trosa landskommun
Trosa landskommun var en tidigare kommun i Södermanlands län.

## Administrativ historik
Den 1 januari 1863, när kommunalförordningarna började tillämpas, skapades över hela riket cirka 2 500 kommuner, varav 89 städer, 8 köpingar och resten landskommuner. Då inrättades i Trosa socken i Hölebo härad i Södermanland denna kommun.
Kommunen uppgick 1926 i Trosa-Vagnhärads landskommun som 1952 uppgick  i en då nybildad Vagnhärads landskommun som ägde bestånd fram till 1974 då dess område gick upp i Nyköpings kommun där sedan 1992 området bröts ut och uppgick i Trosa kommun.